# Abraxas inframaculata
Abraxas inframaculata là một loài bướm đêm trong họ Geometridae.